# Ignasi Calvet
Ignasi Calvet Esteban (Barcelona, 17 de enero de 1948) es un historietista de Cataluña, España.

## Biografía
De joven era un apasionado lector de tebeos; los héroes de su infancia eran personajes como El Capitán Trueno (de Víctor Mora) o El Guerrero del Antifaz de Manuel Gago, si bien sus lecturas preferidas eran las tiras cómicas de Mortadelo y Filemón de Francisco Ibáñez, o Carpanta de Escobar.
Su carrera artística comenzaría en la editorial Bruguera en 1973, donde trabajó como dibujante al mismo tiempo que también lo hacía en un banco.
Pronto comenzó a publicar para el mercado exterior, y uno de sus primeros trabajos fue para el mercado alemán, como portadista de la revista Felix, donde dibujaría a Félix el gato junto a la otra serie estrella de la publicación: Mortadelo y Filemón, entonces conocido en el país teutón como Flip & Flap.
En los años 80, y mediante los estudios Tello de Josep Tello González, Ignacio Calvet comenzó a trabajar para la editorial Egmont, encargada de los cómics de Disney en Dinamarca y otros países de Europa. Ignacio ha dibujado páginas de Mickey Mouse, el Pato Donald, y forma, junto con el guionista finés Kari Korhonen, el tándem más famoso de creadores de historietas de la versión infantil de Donald, cucurucho Paperotto.